# Rhopalophthalmus constrictus
Rhopalophthalmus constrictus is een aasgarnalensoort uit de familie van de Mysidae. De wetenschappelijke naam van de soort is voor het eerst geldig gepubliceerd in 1992 door Panampunnayil.